# World Airways
World Airways, Inc — упразднённая американская авиакомпания, в 2000-е годы вместо регулярных рейсов занимавшаяся организацией чартеров и грузоперевозок. Основным направлением деятельности компании в это время являлось предоставление услуг для армии США, сдача в лизинг грузовых и пассажирских самолётов для других авиакомпаний Air Canada, Sonair, Cargolux или UPS.

## История основания
World Airways была основана в 1948 году Бенджамином Пеппером. На тот момент флот авиакомпании составляли подержанные самолёты Boeing 314, ранее принадлежащие компании Pan American World Airways. Однако основателем авиакомпании считается Эдвард Дали, который купил компанию в 1950 по цене 50000 долларов. В том же году флот пополнился самолётами Douglas DC-4. World Airways получила свой первый правительственный контракт в 1951 году и с тех пор выполняла значительную роль в государственных авиаперевозках. В марте-апреле 2014 года авиакомпания заявила о своём банкротстве, последние 2 самолёта MD-11 были перебазированы в американскую пустыню Victorville на консервацию.

## Флот
По состоянию на декабрь 2011 года, флот World Airways состоял из следующих самолетов, средний возраст самолетов 20 лет: